# Itauara plaumanni
Itauara plaumanni är en nattsländeart som först beskrevs av Oliver S. Flint Jr. 1974.  Itauara plaumanni ingår i släktet Itauara och familjen stenhusnattsländor. Inga underarter finns listade i Catalogue of Life.